# Università statale dell'Idaho
L'Idaho State University (o Università statale dell'Idaho) è un'università statunitense pubblica con sede a Pocatello, nell'Idaho.

## Storia
L'università fu fondata l'11 marzo 1901 da Frank W. Hunt come Academy of Idaho; nella propria storia l'ateneo ha assunto diverse denominazioni come Idaho Technical Institute (dal 1915),  University of Idaho - Southern Branch (dal 1927) e Idaho State College (dal 1947) sino al 1963 in cui ha scelto di utilizzare il nome attuale.

## Sport
I Bengals, che fanno parte della NCAA Division I, sono affiliati alla Big Sky Conference. La pallacanestro e il football americano sono gli sport principali, le partite vengono giocate all'Holt Arena.

### Pallacanestro
Idaho State è una squadra di poca rilevanza nella storia della pallacanestro collegiale, conta 10 apparizioni nella post-season ma non è mai riuscita a raggiungere la Final Four.
I Bengals che sono riusciti a raggiungere l'NBA sono sei, i più rappresentativi sono Ron Boone, Jeff Cook e Steve Hayes.